# Mercedes Simplex
- 20 PS; 20 к.с.; 4,084 л (1902—1903)
- 28 PS; 32 к.с.; 5,315 л (1902—1903)
- 40 PS; 45 к.с.; 6,785 л (1902—1903)
- 18/22 PS; 22 к.с.; 3,054 л (1903—1904)
- 60 PS; 60 к.с.; 9,235 л (1903—1905)
- 18/28 PS; 28 к.с.; 4,048 л (1904—1905)
- 28/32 PS; 32 к.с.; 5,315 л (1904—1909)
- 40/45 (45, 26/45) PS; 45 к.с., 6,785 л (1904—1910)
- 55 (31/55) PS; 55 к.с.; 7,959 л (1907—1910)
- 65 (36/65) PS; 65 к.с.; 9235 л (1908—1909)

Mercedes Simplex — серія легкових автомобілів, які випускались німецькою компанією «Daimler-Motoren-Gesellschaft» у 1902—1910 роках у Штутгарті (Німеччина), що прийшла на заміну моделі «Mercedes 35 PS». Розроблена інженером Вільгельмом Майбахом й розвиває концепції, закладені ним при конструюванні авто-попередника. Це друге покоління автомобілів компанії, у назві якого фігурує слово «Mercedes».
Після створення «Mercedes 35 PS» інженери задумались над спрощенням конструкції та збільшенням комфорту транспортних засобів, що вироблялись їхньою компанією. Ці ідеї вони втілили у новому автомобілі, зробивши його простим в експлуатації (для свого часу), завдяки чому модель і отримала свою назву. Широка гама двигунів і кузовів, а також успіхи у перегонах позитивно вплинули на авторитет марки «Mercedes» та становлення підприємства на ринку автовиробників.

## Історія

### Передумови

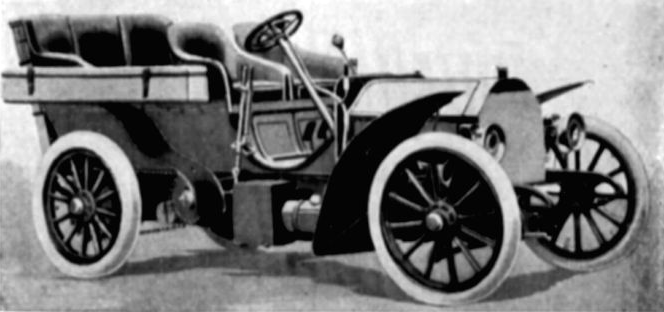
Автомобіль «Mercedes Simplex»

Створення «Mercedes 35 PS», попередника моделі «Simplex», послужило значному зростанню репутації компанії «Daimler-Motoren-Gesellschaft» як виробника транспортних засобів завдяки копіткій праці Вільгельма Майбаха та ентузіазму Еміля Єллінека, який широко розрекламував автомобілі компанії за кордоном шляхом участі у спортивних заходах. Популярність першої моделі з іменем «Mercedes» у назві була високою і автомобіль мав успіх у вищих європейських колах. У 1902 році Вільгельм замислився над спрощенням принципів експлуатації автомобіля, за рахунок чого мав на меті наростити показники продажів. Крім того, пріоритетними напрямами при роботі над новою моделлю стали збільшення потужності та підвищення надійності транспортного засобу.

### Створення
Новий автомобіль було розроблено уже в 1902 році. Він отримав ще ширшу колісну базу, порівняно з попередником, потужніший двигун, а також оновлення засобів керування, яке спрощувало його експлуатацію. Модельний ряд включав двигуни з потужностями 20, 28 і 40 кінськийх сил. Перші два варіанти були випущені у березні 1902 року. Для широкої реклами нової моделі було вирішено демонструвати її публічно у самих людних куточках міста: парках, основних транспортних магістралях тощо.

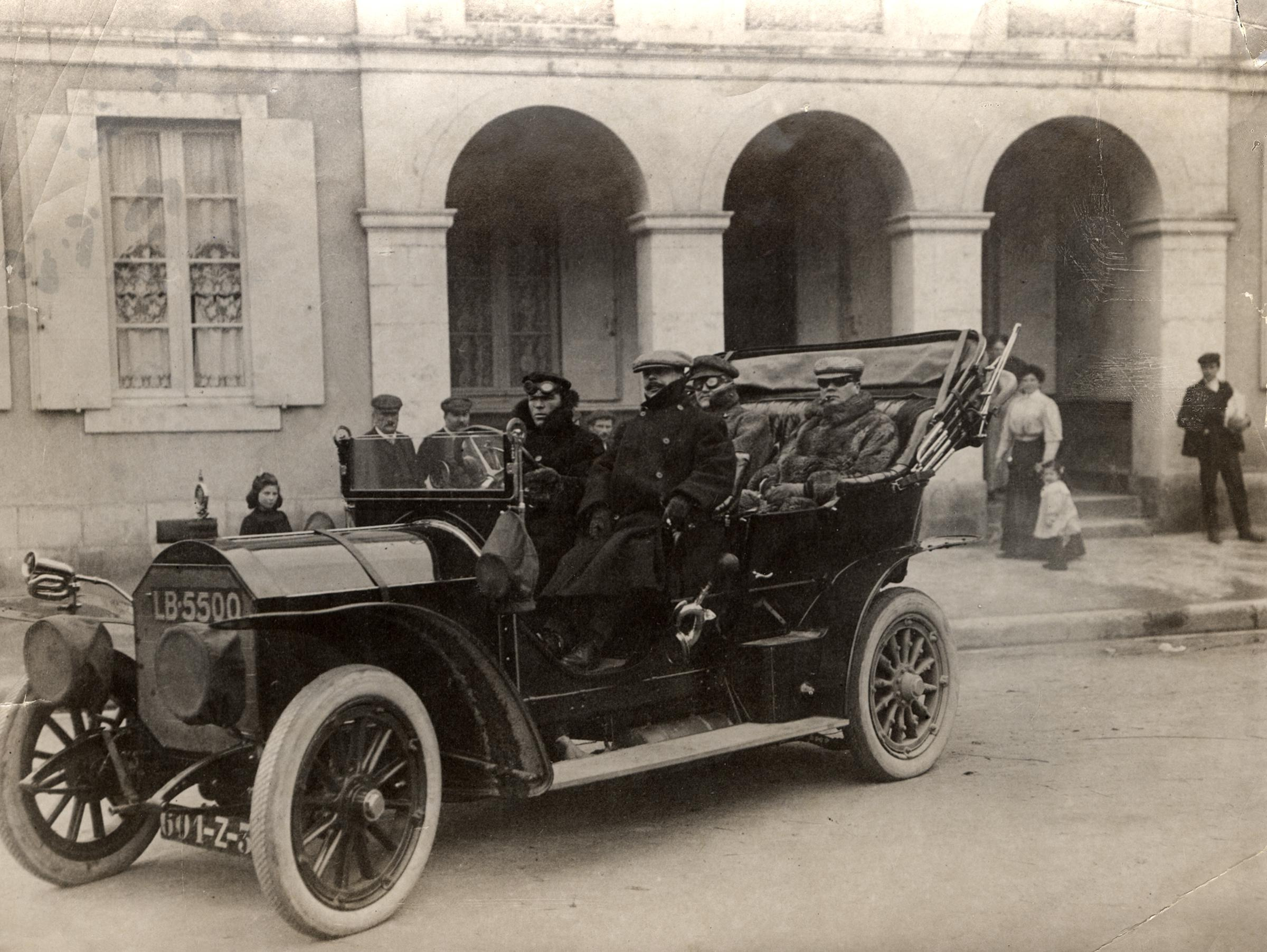
«Mercedes Simplex 60 PS» Альфреда Гармсворта, власника «Дейлі мейл» і «Дейлі міррор»

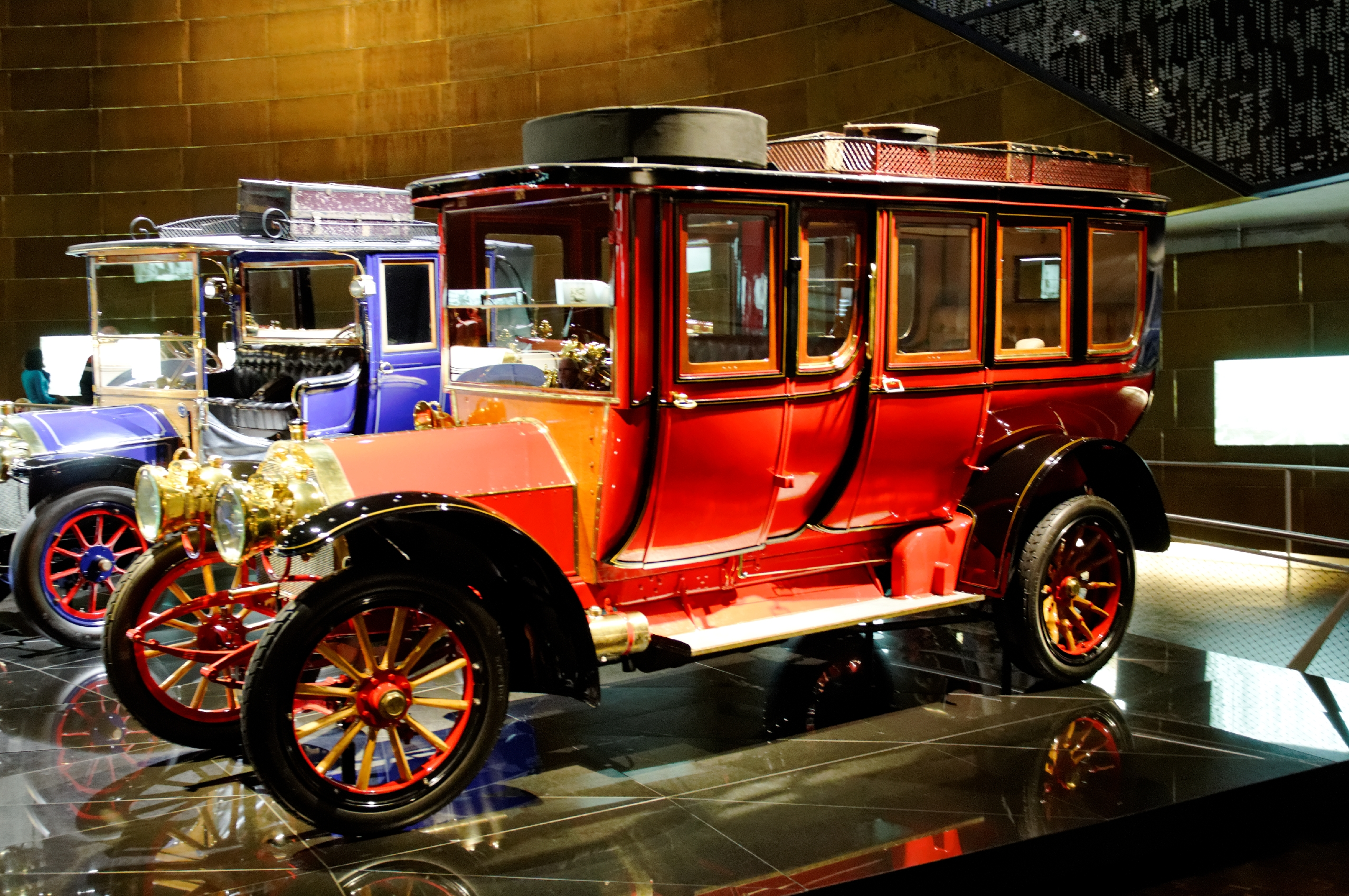
Дорожня версія «Mercedes Simplex 60 PS» 1904 року

Перший автомобіль з двигуном потужністю у 40 к. с. було доставлено в березні 1902 року американському мільярдеру і гонщику-аматору Вільяму К. Вандербільту-молодшому, засновнику кубка Вандербільта, котрий встановив декілька рекордів на попередньому автомобілі компанії. Весною того ж року модель подолала рекордну відмітку швидкості на дорозі з Аблі до Шартра у 111,8 км/год, декілька інших рекордів швидкості суходолом, а також здобула перемогу на 5-мильному треку завдовжки у Гросс-Пойнті (Детройт, США).
Інша аналогічна модель була доставлена Емілю Єллінеку до Ніцци 1 березня 1902 року. На Nice Race Week автомобіль, яким керував французький гонщик Альберт Леметр, не лише виграв 7 квітня перегони із швидкісного підйому на пагорб Ніцца—Ла-Тюрбі (з максимальною швидкістю 86 км/год), але і взяв участь у спринті та заїзді на довгу дистанцію у 392 км.
У 1903 році Вільгельм Майбах розробив три нові моделі: два серійні автомобілі (18/22 PS, 60 PS) і один перегоновий (90 PS). Самою базовою версією в лінійці модифікацій серії була модель 18/22 PS, яка відрізнялася від спортивної 3,0-літровим двигуном і дещо модифікованим шасі. Модифікація з двигуном потужністю в 60 кінських сил (60 PS) принесла багато нагород за перемоги у перегонах.
Спортивна версія 90 PS, потужність двигуна якої становила 90 к. с., мала взяти участь у змаганнях за кубок 2 липня 1903 року й була підготовлена для завантаження у залізничний вагон на заводі DMG у Канштатті, однак вона та ще близько 90 автомобілів були знищені у ніч з 9 на 10 червня у пожежі на заводі. Тому у перегонах взяли участь лише моделі «60 PS», які компанія позичила у своїх же клієнтів. Зокрема, американський мільйонер і автомобільний ентузіаст Кларенс Грей Дінсмор відгукнувся на запит «DMG» і запропонував свій «Mercedes 60 PS». Транспортні засоби були оглянуті та модифіковані спеціально для перегонів у найкоротші терміни. Кузови автомобілів пофарбували в білий колір, який був традиційним кольором німецьких гонщиків тих часів. Часу на те, щоб відправити автомобілі до Ірландії по залізниці не залишалося, тому вони були доставлені через Францію до гоночної траси поблизу Дубліна своїм ходом. Гоночні моделі дісталися місця призначення цілими та неушкодженими за півтора дні до початку заходу. Змагання відбулися у прохолодний та похмурий день 2 липня 1903 року. Бельгійський гонщик Каміль Дженаці, відомий як «червоний диявол» через свою руду бороду і відчайдушну хоробрість, керуючи автомобілем «Mercedes Simplex» з бортовим номером 4 досяг практично неможливого: він виграв перегони на кубок Гордона Беннета в Ірландії.
У 1904 році відбулось невелике оновлення модельного ряду серії. Так, наприклад, модель «18/22 PS» була замінена на «18/28 PS». З 1905 року для задоволення запитів заможних клієнтів стали випускатись «Сімплекси» з повністю закритими кузовами. Такі модифікації мали дерев'яний каркас, зовні обшивались бляхою, а зсередини оздоблювались деревиною цінних порід, шкірою, оксамитом та іншими цінними тканинами.
У 1907 році Майбах представив нову модифікацію автомобіля з двигуном робочим об'ємом у 7959 см³ і потужністю 55 кінських сил. Ще через рік світ побачила модель з двигуном, робочий об'єм якого становив 9235 куб. см., а потужністьсть — 65 к. с. при 1200 об/хв. Це була найпотужніша версія з усієї лінійки. У 1909 році вона позначалась як «36/65 PS».

«Mercedes Simplex 28/32 PS» 1904 року під час (2008)

Уведення податку на розкіш 1 липня 1906 року привело до того, що у 1909 році між усіма виробниками-членами Німецької асоціації автомобільної промисловості, була ухвалена угода про особливу ринкову індексацію своїх автомобілів залежно від об'єму двигуна. З цієї причини виробник знову змінив маркування модельного ряду («45 PS» на «26/45 PS», «65 PS» на «36/65 PS»). Крім того, слово «Simplex» з 1908 року у нових модифікаціях стали виключати з іменування автомобіля. А до кінця 1909 року виробництво «Mercedes Simplex» було повністю припинене.

### Сучасність
На теперішній час автомобіль Вандербільта знаходиться в музеї Мерседес-Бенц і позиціонується як найстаріший «Mercedes», що існують на сьогодні. Окрім нього існує ще 12 екземплярів, які у період з листопада 2005 до березня 2006 року були представлені у музеї в рамках спеціальної виставки. Усі 13 автомобілів є діючими і брали участь у декількох щорічних пам'ятних змаганнях, таких як пробіг ретромобілів з Лондона до Брайтона та відродження кубку Гордона Беннета.

## Опис

### Дизайн
Зовнішній вигляд автомобіля був дуже схожий з попередником: практично однорозмірні колісні диски, широка колісна база, дверні отвори, масивні радіаторні грати в передній частині конструкції тощо. Капот моделі складався з відполірованих сталевих листів. З правого боку, де розташовувався водій, встановлювався клаксон. На відміну від «Mercedes 35 PS», нова модель отримала велику кількість модифікацій кузова, у тому числі і з м'яким закритим верхом (ландо). Щомісячне американське видання San Diego Magazine назвало дизайн перегонової версії автомобіля «простим і спортивним без всяких прикрас».

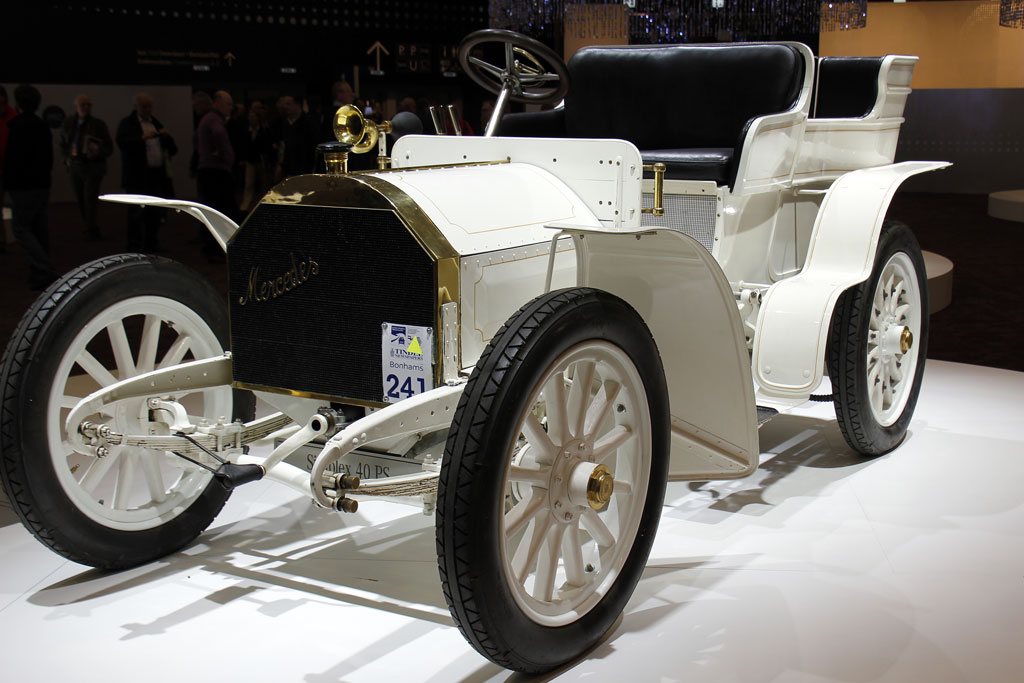
Вид спереду
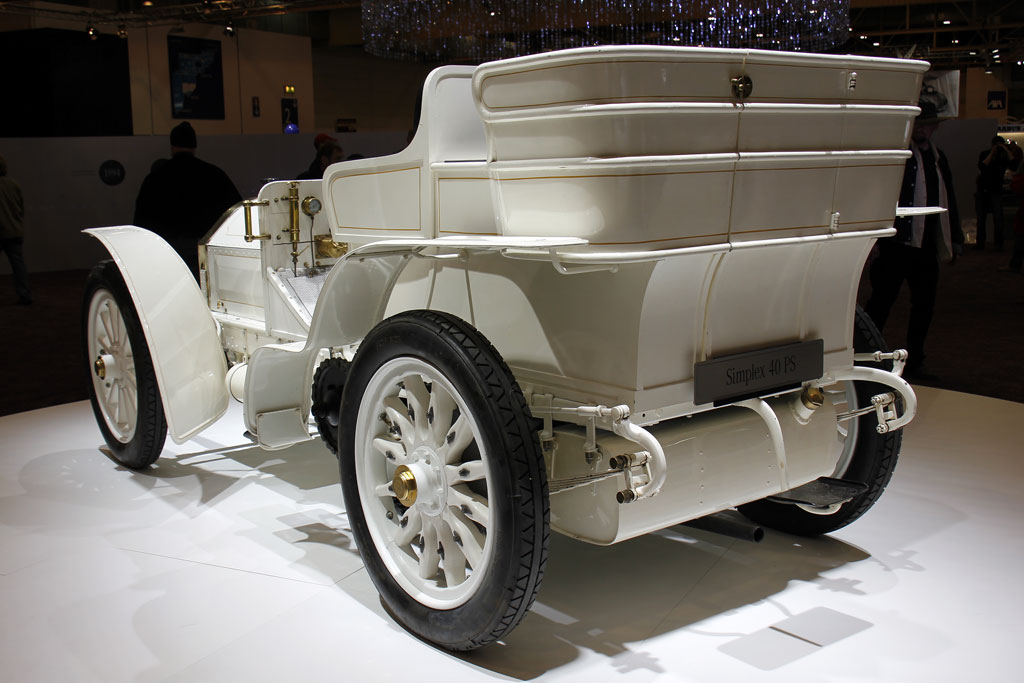
Вид ззаду
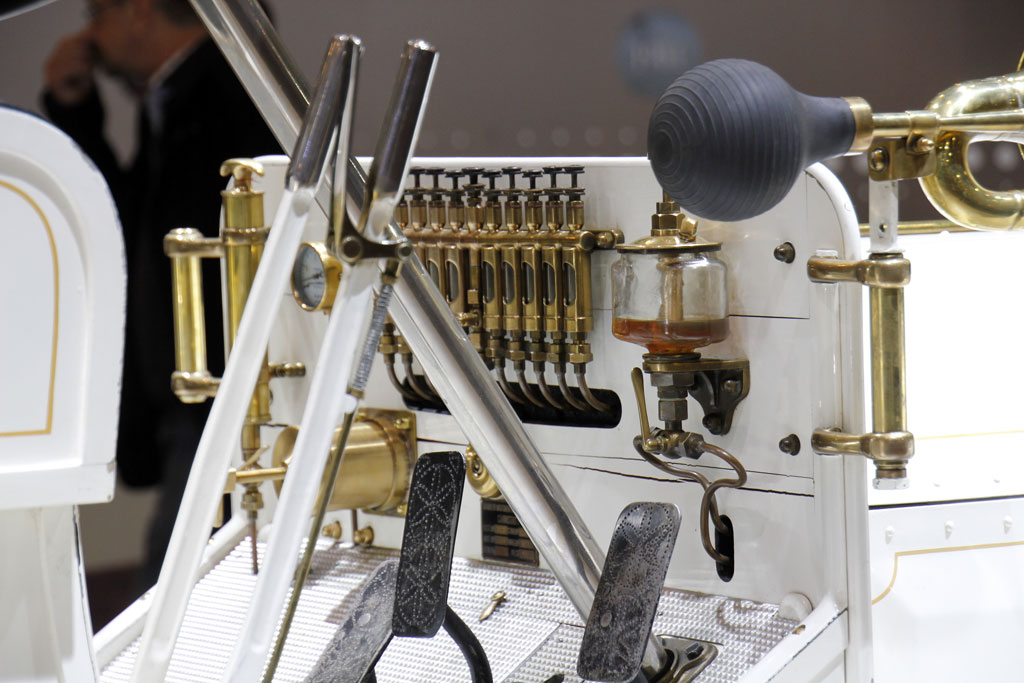
Передня панель
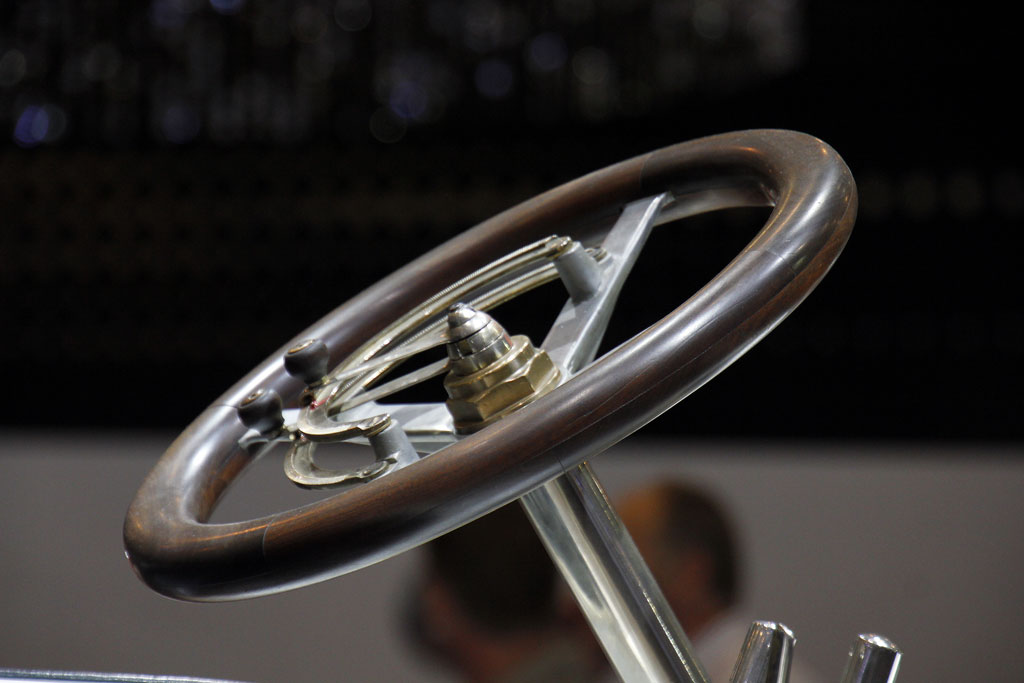
Кермо автомобіля

### Двигун

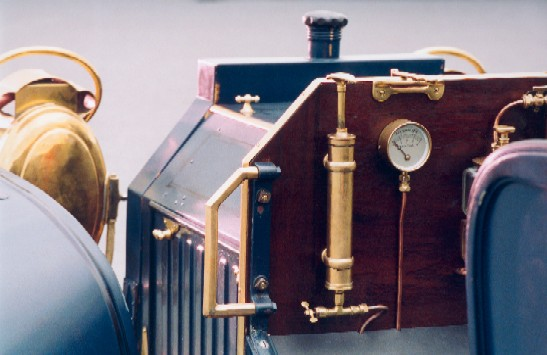
Ручна помпа для створення тиску в баку та резервуарі оливи перед запуском двигуна, манометр для перевірки. Вище розташований регулятор подачі пального

На автомобіль встановлювався рядний чотирициліндровий чотиритактний двигун внутрішнього згоряння з двома послідовними чавунними блоками на два циліндри кожен. Силовий агрегат розміщався в передній частині кузова і мав незвичну конструкцію — циліндри не мали знімної головки; впускний клапан розташовувався вгорі, випускний — внизу збоку. Обидва клапани приводились у рух від одного бокового розподільного вала довгими штовхачами з коромислами. З боку двигуна кріпився вертикальний карбюратор конструкції Майбаха, від якого два бронзових патрубки йшли вгору до двох пар циліндрів. Карбюратор оснащався системою збагачення пальної суміші. Система запалювання з низковольтним магнето і контактними точками в камері згоряння була доповнена блоком високої напруги зі стандартними свічками запалювання.
Для охолодження силового агрегату застосовувався уже відомий сотовий радіатор конструкції Майбаха, однак тепловіддача його була збільшена за допомогою серії тонких рівців на трубках з охолоджувальною рідиною, що збільшувало ефективну площу охолодження. Це робило можливим ту ж кількість води використовувати для охолодження потужнішого двигуна. Крім того, додатково встановлювався маховик (діаметром 60 сантиметрів), який був оснащений лопатями для збільшення потоку повітря через радіатор і моторний відсік. Вентилятор радіатора був розташований нижче, ніж зазвичайо, моторний відсік обмежувався кришками і перегородками, а нижня частина автомобіля закривалась за допомогою листових металевих панелей. Система змащування становила крапельну подачу оливи з резервуара, встановленого на боковій стороні шасі.
Характеристики двигунів за версіями автомобіля «Mercedes Simplex», що випускались у 1902—1910 роках подано у таблиці.
| Модифікація | Роки виробництва | Діаметр/ хід поршня, мм | Робочий об'єм, см³ | Потужність к. с./об/хв | Маса автомобіля, кг | Максимальна швидкість, км/год |
| ----------- | ---------------- | ----------------------- | ------------------ | ---------------------- | ------------------- | ----------------------------- |
| 18/22 PS    | 1903-1904        | 90x120                  | 3054               | 22/1200                | 650                 | 70                            |
| 20 PS       | 1902-1903        | 100x130                 | 4084               | 20/1050                | 650                 | 75                            |
| 18/28 PS    | 1904-1905        | 100x130                 | 4084               | 28/1200                | -                   | 80                            |
| 28 PS       | 1902-1903        | 110x140                 | 5315               | 32/1200                | 1000                | 60                            |
| 28/32 PS    | 1904-1909        | 110x140                 | 5315               | 32/1200                | 1000                | 60                            |
| 40 PS       | 1902-1903        | 120x150                 | 6785               | 45/1100                | 1250                | 75-80                         |
| 40/45 PS    | 1904-1905        | 120x150                 | 6785               | 45/1100                | 1250                | 75-80                         |
| 45 PS       | 1905-1909        | 120x150                 | 6785               | 45/1100                | 1250                | 75-80                         |
| 26/45 PS    | 1909-1910        | 120x150                 | 6785               | 45/1100                | 1250                | 75-80                         |
| 55 PS       | 1907-1909        | 130x150                 | 7959               | 55/-                   | 1300-1350           | -                             |
| 31/55 PS    | 1909-1910        | 130x150                 | 7959               | 55/-                   | 1300-1350           | -                             |
| 60PS        | 1903-1905        | 140x150                 | 9235               | 60/1600                | 1300                | 80-90                         |
| 65PS        | 1908-1909        | 140x150                 | 9235               | 65/1200                | 1350                | 90-95                         |
| 36/65 PS    | 1909             | 140x150                 | 9235               | 65/1200                | 1350                | 90-95                         |

Модельный ряд двигунів «Mercedes Simplex» розрізнявся залежно від року виробництва і складався з модифікацій: 1902 рік — «20», «28», «40»; 1903 — «18/22», «60»; 1904—1910 — «18/28», «28/32», «40/45», «55», «60» і «65». Індексація моделей вказувала на потужність силових агрегатів у кінських силах. 60/65-сильний «Mercedes Simplex» був флагманською моделлю серії.

### Шасі

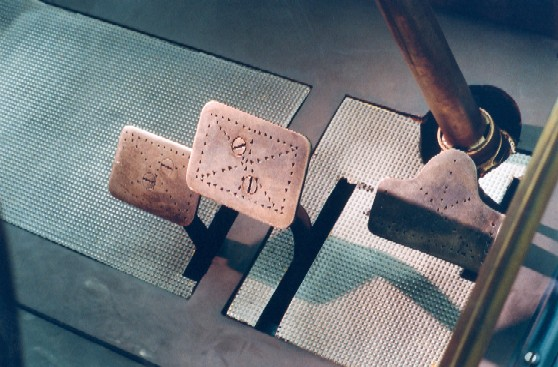
Педаль муфти зчеплення (ліворуч) і дві педалі для двох незалежно працюючих зовнішніх стрічкових гальм на вихідному валу коробки передач

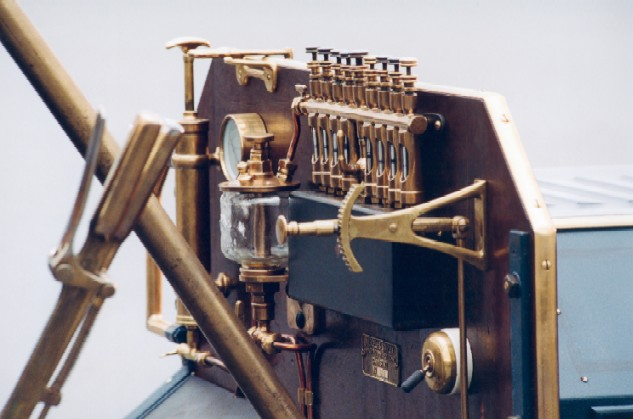
Важіль ручного гальма задніх барабанних гальм, рульова колонка, регулятор випускної заслінки та мастильна трубка

#### Підвіска
Шасі автомобіля було розроблене з розрахунку на уніфікацію, завдяки чому модельний ряд «Mercedes Simplex» включав як полегшені перегонові автомобілі, так і комфортабельні багатомісні сімейні транспортні засоби. Ковані жорсткі осі автомобіля кріпились до рами з штампованої сталі з U-подібними лонжеронами за допомогою напівеліптичних ресор. Рульове керування знаходилось з правого боку і базувалось на черв'ячному механізмі. Рульовое колесо було виготовлене з дерева. З 1903 року у конструкції підвіски стали використовувати напів- та тричетвертні еліптичні ресори.

#### Трансмісія
Трансмісія автомобіля включала механічну 4-ступінчасту коробку перемикання передач з передачею заднього ходу, у якій використовувались кулькові підшипники замість підшипників ковзання, як це було у попередників. Крутний момент двигуна передавався на проміжний вал з диференціалом, а з нього, через ланцюгові передачі — на задні колеса.

#### Гальмівна система
Гальмівна система автомобіля складалася з двох елементів — ножного стрічкового гальма, що було встановлене на вихідному валу коробки передач, та додаткового ручного гальма у вигляді двох гальмівних барабанів на задніх колесах з тросовим керуванням від важеля,. Охолодження гальмівної системи здійснювалось шляхом розбризкування рідини із спеціального резервуара на тертьові поверхні.

#### Колеса і шини
Оригінальні колеса автомобіля 1902 року були виготовлені з дерева з металевими ободами і оснащувалися пневматичними шинами та кульковими підшипниками в ступицях.. Їхня конструкція була запозичена у попередника і мала ті ж 12 незнімних спиць.
Розмір першої версії коліс був такий же, як і у «Mercedes 35 PS»: 910 x 90 спереду і 1020 x 120 ззаду. На деякі модифікації встановлювались колеса розміром 915 x 105 спереду і 920 x 120 ззаду. Моделі 1909 року мали колеса розміром 915 x 105 спереду і 935 x 135 ззаду, що зробило їх ще візуально однорозмірнішими.

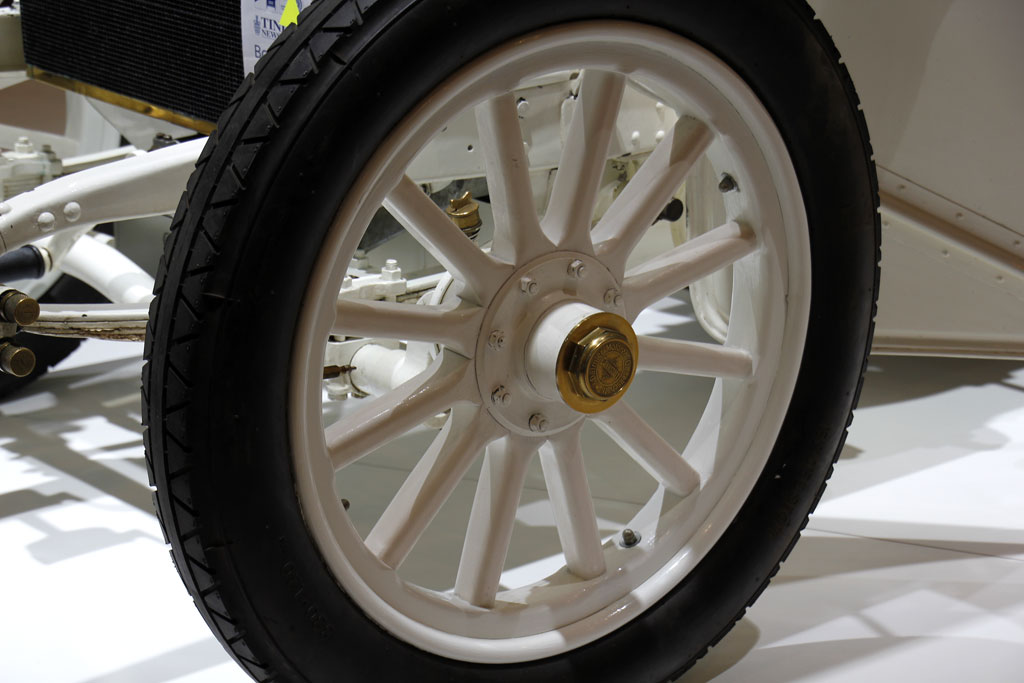
Переднє колесо автомобіля
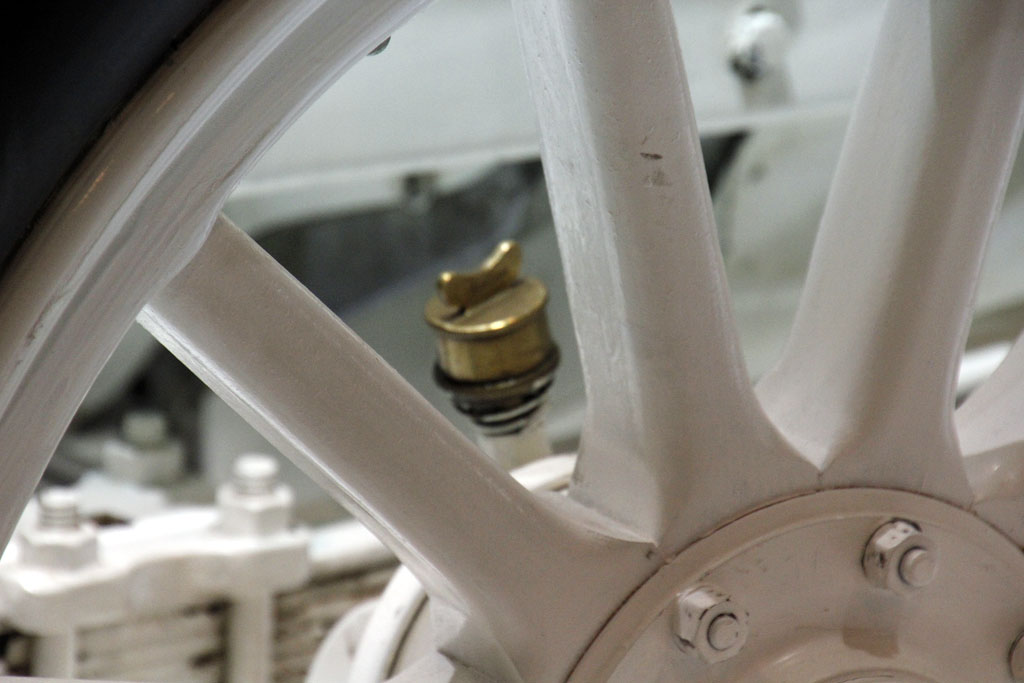
Кріплення колеса
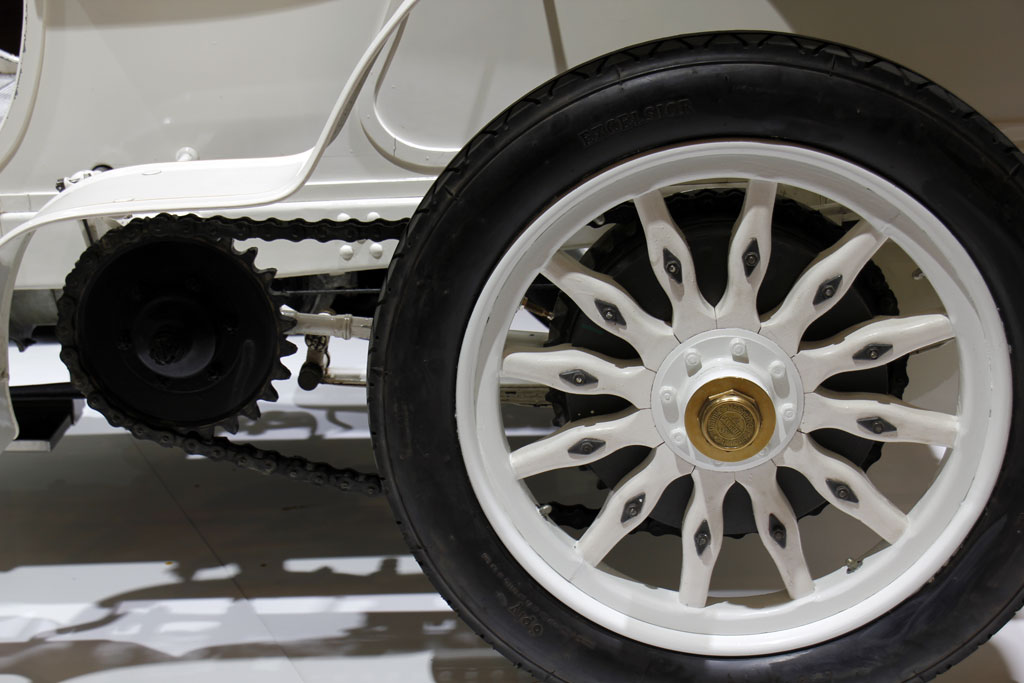
Ланцюговий привод задніх коліс

## Здобутки в автоспорті

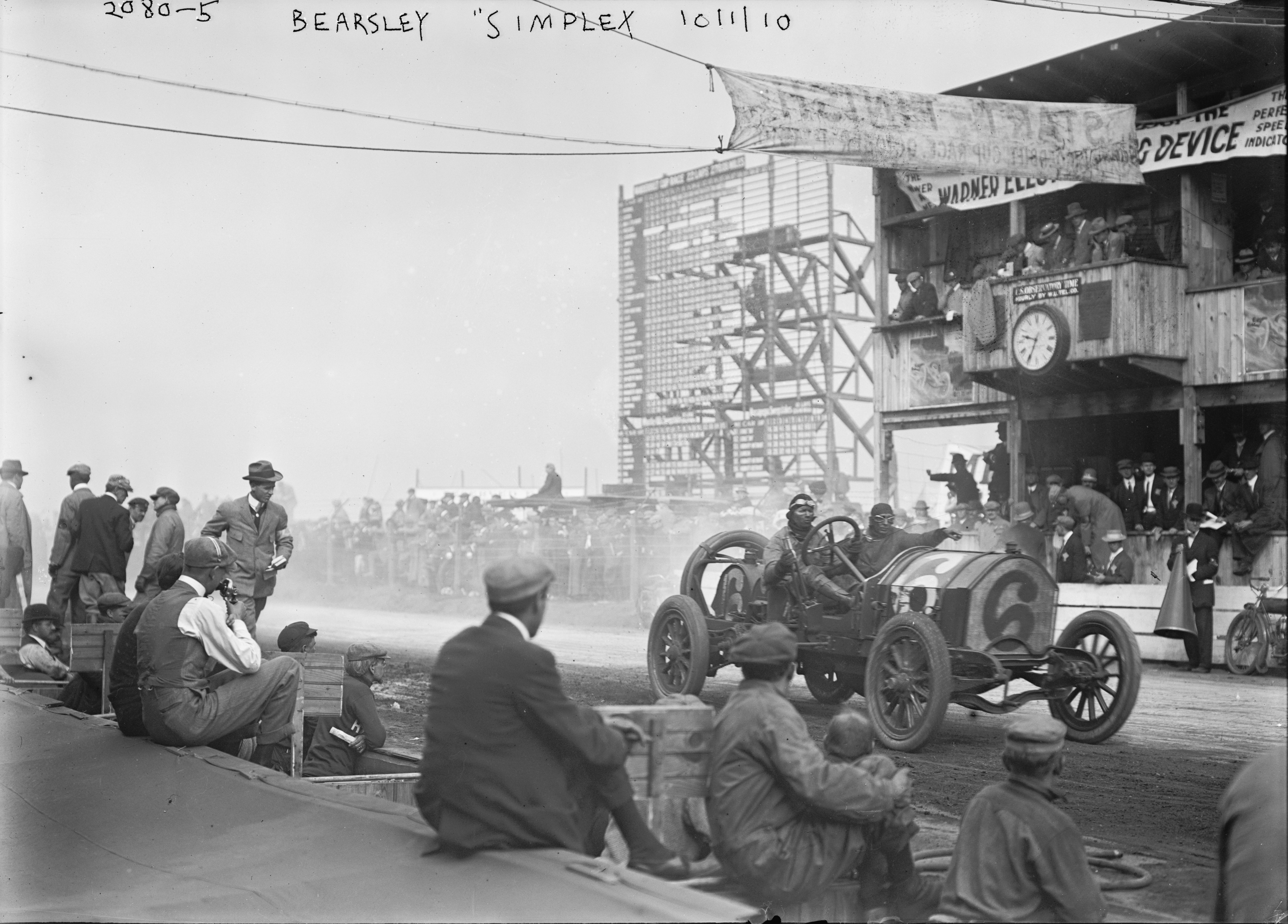
Ральф Бердслі на «Mercedes Simplex» (Кубок Вандербільта, 1910)

Автомобілі «Mercedes Simplex» не раз брали участь в різних спортивних змаганнях та заїздах, де здобули багато різних нагород і призових місць.
| Дата            | Місце / Подія                             | Водій                             | Країна    | Результат              | Автомобіль               |
| --------------- | ----------------------------------------- | --------------------------------- | --------- | ---------------------- | ------------------------ |
| 31 серпня 1902  | Frankfurt Circuit Race                    | Вільгельм Вернер                  | Німеччина | 1-е місце              | «Mercedes Simplex 40 PS» |
| 1902            | Остенд (1 км)                             | Де Картес                         | Бельгія   | 1-е місце 120,8 км/год | «Mercedes Simplex 40 PS» |
| 7 вересня 1902  | 4th Semmering hillclimb race (10 km)      | Вільгельм Вернер                  | Австрія   | 1-е місце 56,5 км/год  | «Mercedes Simplex 40 PS» |
| 1 квітня 1903   | Ніцца-Ла-Тюрбі підйом на пагорб (15,5 км) | Отто Ієронімус (команда Mercedes) | Франція   | 1-е місце 64,6 км/год  | «Mercedes Simplex 60 PS» |
| 7 квітня 1903   | Перегони на милі у Ніцці                  | Герман Браун (команда Mercedes)   | Франція   | 1-е місце 68,2 км/год  | «Mercedes Simplex 60 PS» |
| 2 липня 1903    | 4th кубок Гордона Беннета                 | Каміль Дженаці                    | Ірландія  | 1-e місце 89,2 км/год  | «Mercedes Simplex 60 PS» |
| 17 вересня 1903 | 5th Semmering hillclimb race (10 km)      | Герман Браун                      | Австрія   | 1-е місце 68,2 км/год  | «Mercedes Simplex 60 PS» |